# Uble
 Ovo je glavno značenje pojma Uble. Za naselje Ubla u općini Trebinje (BiH), koje se još naziva i Zubačke Uble te Zubačka Ubla pogledajte Ubla.
Uble ili Ubli su naseljeno mjesto u Dubrovačko-neretvanskoj županiji, smješteno na otoku Lastovo. Administrativno, pripadaju istoimenoj općini.
Tu se nalazi prodavaonica, benzinska crpka, zgrada parka prirode, župna crkva i uništena vojarna.
Jednobrodna kršćanska bazilika posvećena sv. Petru, po tipu 5. – 6. st., urbano je težište i vrhunac kontinuiranog uspona i cvata nekada središnjeg antičkog naselja u blizini prirodne luke u Ublima (1. st.). Na otoku Lastovu bazilika je nakon arheoloških istraživanja konzervirana i spomenička je cjelina najviše kategorije.

## Zemljopisni položaj
Naselje se nalazi na zapadnoj strani otoka Lastova. Od grada Lastova je udaljeno 10 km.

## Stanovništvo
Prema popisu stanovništva iz 2001. godine u mjestu obitava 218 stanovnika.
| broj stanovnika |       |       |       |       |       | 6     |       | 47    | 144   | 230   | 183   | 198   | 239   | 303   | 218   | 222   | 206   |
|                 | 1857. | 1869. | 1880. | 1890. | 1900. | 1910. | 1921. | 1931. | 1948. | 1953. | 1961. | 1971. | 1981. | 1991. | 2001. | 2011. | 2021. |

## Gospodarstvo
Turizam je jedan od važnijih izvora prihoda mještana.
U luci je benzinska crpka za brodove.

## Promet
U naselju je trajektna luka. Mjesto je s kopnom povezano trajektnom linijom Split – Vela Luka – Uble, te katamaranskom Split – Hvar – Vela Luka – Uble.

## Galerija
- Bazilika svetog Petra u Ublima
- Bivša vojarna
- Trajektna luka

## Vanjske poveznice
- Turistička zajednica Općine Lastovo
- Portal za PP Lastovo